# Witoldów (Biała Podlaska)
Pour les articles homonymes, voir Witoldów.
Witoldów (prononciation : [vʲiˈtɔlduf]) est un village polonais de la gmina de Konstantynów (Lublin) dans le powiat de Biała Podlaska de la voïvodie de Lublin dans l'est de la Pologne.
Il se situe à environ 3 kilomètres au nord-est de Konstantynów (siège de la gmina), 21 kilomètres au nord de Biała Podlaska (siège du powiat) et 114 kilomètres au nord de Lublin (capitale de la voïvodie).

## Histoire
De 1975 à 1998, le village est attaché administrativement à la voïvodie de Biała Podlaska.

Depuis 1999, il fait partie de la voïvodie de Lublin.